# بحث تعليم الفيزياء
بحث تعليم الفيزياء (بالإنجليزية: Physics education research)‏ هو شكل من أشكال البحوث التربوية القائمة على الانضباط والتي تتعلق على وجه التحديد بدراسة تدريس وتعلم الفيزياء، غالبًا بهدف تحسين فعالية تعلم الطلاب. يستمد بحث تعليم الفيزياء من تخصصات أخرى، مثل علم الاجتماع والعلوم الاستعرافية والتعليم واللسانيات، ويكملها من خلال عكس المعرفة والممارسات التأديبية للفيزياء. تجري ما يقرب من خمس وثمانين مؤسسة في الولايات المتحدة أبحاثًا في مجال تعليم العلوم والفيزياء.